# 5 Pułk Haubic Polowych (austro-węgierski)
Pułk Haubic Polowych Nr 5 (FHR. 5) – pułk artylerii polowej cesarskiej i królewskiej Armii.

## Historia pułku
Kolejnymi szefami pułku byli:
- FZM Vinzenz von Augustin (1854 – †6 III 1859),
- GM Alois Pichler (1860 – †30 VIII 1886),
- arcyksiążę, FM Albrecht (1887 – †18 II 1895)[1].

W 1895 roku, po śmierci arcyksięcia Albrechta pułk otrzymał jego imię „na wieczne czasy”.
Swoje święto pułk obchodził 27 czerwca w rocznicę bitwy pod Trutnovem stoczonej w 1866 roku.
W 1914 roku pułk stacjonował w Bratysławie (niem. Pressburg, węg. Pozsony) na terytorium 5 Korpusu i wchodził w skład 5 Brygady Artylerii Polowej, ale pod względem taktycznym został podporządkowany komendantowi 14 Dywizji Piechoty.
W czasie I wojny światowej w szeregach pułku walczył m.in. por. rez. Ryszard Konopka.

## Skład
- Dowództwo
- 4 x bateria po 6 haubic M99[4].

## Komendanci pułku
- płk Franz Hölscher (1854[5] – )
- ppłk Johann Peterlak (1885 – )
- płk Karl Zipser von Wartforth ( – 1 IV 1895 → stan spoczynku w stopniu tytularnego generała majora[6])
- płk Friedrich Jihn (1895[2] – )
- ppłk Stephan Rukavina von Liebstadt (1914[1])